# Škoda Transportation

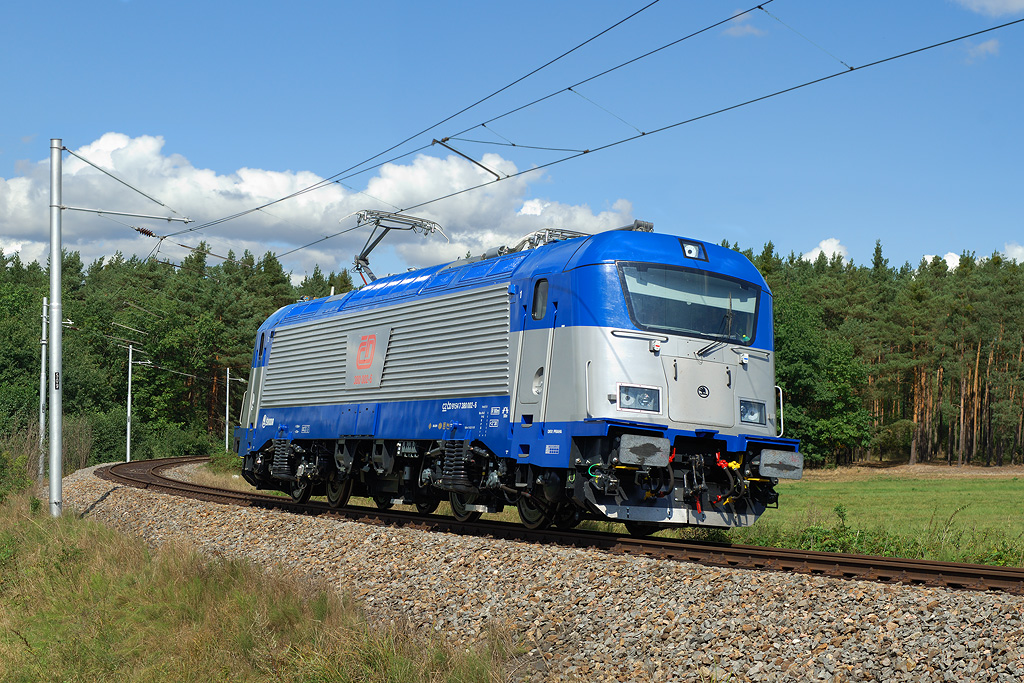
Locomotora Škoda 109E en el circuito de pruebas.

ŠKODA TRANSPORTATION a.s. es una compañía de ingeniería checa  radicada en Pilsen. Sus actividades se centran en el área de ingeniería de transportes, fabricación de tranvías, vagones para metro y ferrocarriles. Tiene una importante presencia en el mercado local e internacional.

## Historia
Tiene su origen en Škoda Works (Škodovy závody) o simplemente Škoda, que fue uno de los más grandes conglomerados industriales europeos del siglo XX, fundada por el industrial bohemio Emil Škoda en el año 1859 en Pilsen, entonces el Reino de Bohemia del Imperio Austro-Húngaro, actualmente la República Checa.

### Holding ŠkodayŠkoda Auto
Škoda Transportation es una de las divisiones del Holding Škoda, conglomerado industrial creado a partir del anterior grupo Škoda del que no forma parte Škoda Auto que actualmente es una empresa del sector automovilístico totalmente independiente del resto, propiedad del grupo Volkswagen.